# Earle S. MacPherson
Earle Steele MacPherson (Highland Park, 6 de julho de 1891 — Estados Unidos, 26 de janeiro de 1960) foi um engenheiro automotivo americano, famoso por desenvolver a suspensão MacPherson na década de 1940.

## Biografia
Earle S. MacPherson nasceu em Highland Park, Illinois, em 1891, e formou-se na Universidade de Illinois. Ele serviu na Primeira Guerra Mundial e alcançou o posto de Capitão. Ele trabalhou sucessivamente para a Chalmers Motor Company e para a Liberty Motor Car Company no início dos anos 20, e entrou para a Hupmobile em 1923. Em 1934, foi para a General Motors, tornando-se engenheiro-chefe de projeto da divisão Chevrolet em 1935.
MacPherson foi o engenheiro chefe do projeto Chevrolet Cadet, um carro compacto destinado a ser vendido por menos de US$ 1 000. MacPherson desenvolveu uma suspensão tipo suporte para o Cadete, em parte inspirada nos projetos da Fiat patenteados por Guido Fornaca na década de 1920 (embora o Cadet não usasse de fato a estrutura MacPherson) e uma patente de Frank M. Smith da Stout Motor Car Corp.
Depois que o Cadete foi cancelado, em maio de 1947, MacPherson deixou a GM, juntando-se à Ford Motor Company no final daquele ano. Um de seus primeiros projetos foi adaptar sua suspensão para o Ford Vedette de 1949 da subsidiária francesa da Ford. Este se tornou o primeiro carro a usar a verdadeira suspensão MacPherson. A fábrica da Ford em Poissy teve um início lento com a Vedette, no entanto, os Fords Zephyr e Consul, que conquistaram as manchetes do Salão do Automóvel de Londres de 1950, também foram considerados os primeiros carros de "produção em massa" a contar com suspensão MacPherson.
MacPherson tornou-se engenheiro-chefe da Ford Motor Company em 1952, cargo que manteve até sua aposentadoria em maio de 1958. Ele morreu em 1960 enquanto dormia.